# Alfred Kupka
Alfred Józef Kupka (ur. 19 października 1908 w Katowicach , zm. 16 sierpnia 1929 w Katowicach) – polski bokser, dwukrotny mistrz Polski w boksie, reprezentant kraju.

## Życiorys
Był synem rzeźnika. W latach 1926–1929 był zawodnikiem klubów BKS Katowice i Policyjny KS Katowice. Uważano go za jeden z największych pięściarskich talentów, jakie pojawiły się na polskim ringu w okresie międzywojennym. Dysponował dobrymi warunkami fizycznymi, mierzył 188 cm i ważył około 90 kg. Dysponował dużą wydolnością i elastycznością oraz nieprzeciętną koordynacją ruchową i szybkością. Trenując boks równocześnie trenował piłkę nożną, grając na pozycji bramkarza w Kolejowym KS Katowice.
Będąc zawodnikiem wagi ciężkiej, dwa razy zdobył tytuł mistrza Polski w 1928 i 1929 roku, był też brązowym medalistą w 1927 r. w kategorii półciężkiej. W ringu stoczył 50 walk, z czego 44 wygrał, 1 zremisował i tylko 5 przegrał, większość swoich rywali nokautował lub zmuszał do poddania. Trzykrotnie w latach 1928–1929 wystąpił w reprezentacji Polski, odnosząc 3 zwycięstwa.
16 sierpnia 1929 popełnił samobójstwo strzelając do siebie z pistoletu w lokalu kantyny rzeźni miejskiej w Katowicach (był zawodowym policjantem). Według informacji prasowej w ostatnim czasie zdradzał silne zaburzenia umysłowe, a bezpośrednim powodem targnięcia się na życie miała być dyskwalifikacja, jaką otrzymał na zawodach w Bytomiu 15 sierpnia 1929.